# 石羊汉墓群
石羊汉墓群，位于山东省威海市文登市宋村镇，是中华人民共和国山东省文物保护单位之一。
2006年12月7日，授予山东省文物保护单位，是一座古墓葬。